# Jekaterina Iljinitschna Podkopajewa
Jekaterina Iljinitschna Podkopajewa (russisch Екатерина Ильинична Подкопаева, engl. Transkription Yekaterina Podkopayeva, geb. Порывкина – Porywkina – Poryvkina; * 11. Juni 1952 in Uljanowo, Oblast Kaluga) ist eine ehemalige russische Mittelstreckenläuferin.  

## Leben
Bei den Weltmeisterschaften 1983 in Helsinki gewann sie, für die Sowjetunion startend, Silber über 800 Meter und Bronze über 1500 Meter. 
Weitere internationale Erfolge über die 1500 Meter gelangen ihr in den 1990er Jahren. 1992 siegte sie als Teil des Vereinten Team über 1500 Meter bei den Halleneuropameisterschaften in Genua und wurde über dieselbe Distanz Achte bei den Olympischen Spielen in Barcelona. 1993 gewann sie, nun für Russland antretend, Gold bei den Hallenweltmeisterschaften in Toronto, 1994 Gold bei den Halleneuropameisterschaften in Paris und Bronze bei den Europameisterschaften in Helsinki.
Einer Silbermedaille bei den Halleneuropameisterschaften 1996 in Stockholm folgte der Sieg bei den Hallenweltmeisterschaften 1997 in Paris, wo sie mit 44 Jahren die älteste Hallenweltmeisterin bislang wurde.

## Persönliche Bestzeiten
- 800 m: 1:55,96 min, 27. Juli 1983, Leningrad
  - Halle: 2:00,70 min, 18. Februar 1984, Moskau
- 1000 m: 2:36,16 min, 14. September 1994, Nancy
  - Halle: 2:36,08 min, 13. Februar 1993, Liévin
- 1500 m: 3:56,65 min, 2. September 1984, Rieti
  - Halle: 4:05,19 min, 9. März 1997, Paris
- 1 Meile: 4:23,78 min, 9. Juni 1993, Rom
- 2000 m: 5:40,96 min, 1. Juni 1992, Bratislava
- 3000 m: 8:56,02 min, 16. September 1989, Tokio